# Förenade Slovenien

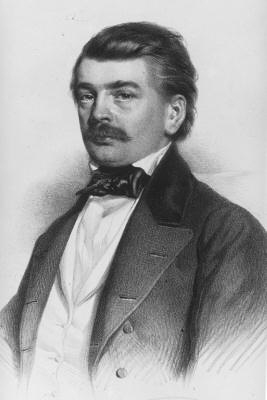
Franc Miklošič.

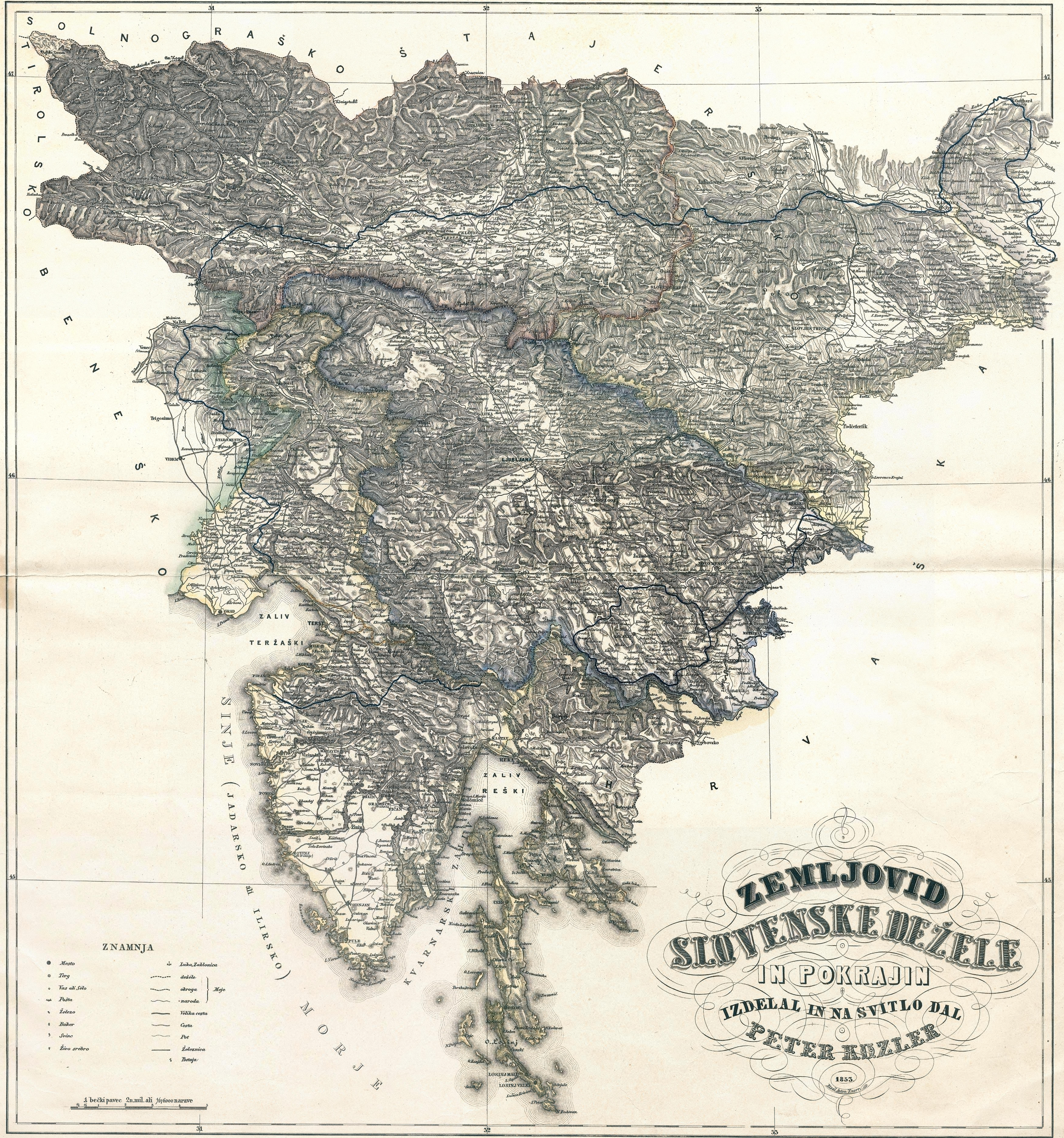
Peter Kozlers karta (1851) över det önskade Slovenien.

Förenade Slovenien (slovenska: Zedinjena Slovenija) är namnet på ett politiskt program som kom till stånd när den slovenska föreningen etablerade sig i Wien 20 april 1848 med Franc Miklošič som ordförande. Programmet  baserades på Matija Majars idéer och en petition  i Graz, Österrike, om ett slovenskt kungadöme inom Habsburgska riket.

## Petitionen och pamfletten
Förenade Slovenien krävde att man skulle grunda ett slovenskt kungadöme med egen riksdag och att den skulle vara en del av Habsburgska riket, men inte en del av Tyska förbundet. De krävde att det slovenska språket skulle likställas med tyskan och att slovenskan skulle introduceras i skolorna och i den offentliga administrationen.  Petitionen var tvåspråkig och trycktes i flera tusen exemplar med ett bifogat flygblad: Kaj bomo Slovenci cesarja prosili (Vad ska vi slovener be kejsaren om) som cirkulerade för att samla in namnunderskrifter. Förenade Slovenien var ett radikalt brott mot den tidigare slovenska rörelsens kulturella och lingvistiska fokus. Pamfletten argumenterade för att man skulle omorganisera den Habsburgska  monarkin. Ledarna för den slovenska nationaliströrelsen insåg att slaverna skulle vara i majoritet i det federala Österrike och ville att dessa skulle vara  administrativt, politiskt och ekonomiskt oberoende. Liknande petitioner presenterades av de olika slovenska föreningarna som under denna period uppstod i de olika städerna där slovenerna bodde: Graz, Wien, Ljubljana, Klagenfurt och Gorizia. Slovenerna i Ungern och Venedig inkluderades också i Förenade Sloveniens gränsdragning för det slovenska kungadömet.

## Utgången
Kraven fick varken allmänt stöd av de slovenska stadsborna eller av de lärda. Även Janez Bleiweis (1808 - 1881), som principiellt accepterade programmet, eller åtminstone inte tog avstånd ifrån det, hävdade att slovenerna inte hade tillräckligt med ”andlig styrka” för att genomföra det. Bleiweis var grundare och redaktör för den konservativa tidskriften Kmetijske in rokodelske novice (Jordbruks- och hantverksnyheter) och han hade en realistisk bild av slovenernas attityd till ämnet. Idén att dela på historiskt etablerade regioner och skapa nya gränser för ett ännu inte existerande Slovenien var främmande för de flesta slovener. Trots att de ansåg sig som slovener grundades en del av deras identitet på regionen, och de såg provinsen som sitt hemland, snarare än det Habsburgska riket. Trots detta signerade en del lärde och bönder petitionen. I mitten av maj år 1848 hade man samlat ihop över ett tusen namnunderskrifter från slovenerna i Steiermark (slovenska: Štajerska) och den slovenska föreningen i Wien hade fått stöd av alla slovenska områden förutom Krain (slovenska: Kranjska) och Ljubljana. Förenade Slovenien-programmet kom att vara den grund som alla slovenska politiska krav fram till 1918 byggde vidare på.